# Нарышкина, Екатерина Александровна
Екатери́на Алекса́ндровна Нары́шкина, урождённая баронесса Стро́ганова (21 мая 1769— 31 декабря 1844) — жена обер-церемониймейстера И. А. Нарышкина, сестра дипломата барона Г. А. Строганова и Е. А. Демидовой, двоюродная сестра Н. И. Гончаровой (тёщи А. С. Пушкина).

## Биография

### Происхождение
Екатерина Александровна Нарышкина, дочь действительного тайного советника барона Александра Николаевича Строганова (1740—1789) от брака его с Елизаветой Александровной Загряжской (1745—1831). По рождению принадлежала к высшей столичной знати. Отец Екатерины Александровны владелец Таманского и Кыновского заводов и более полумиллиона десятин земли по р. Чусовой, мать её известная красавица Екатериновского двора, одна из первых в числе придворных дам, последовала примеру Императрицы, позволила привить себе оспу. Двоюродный дядя, граф Александр Сергеевич Строганов, не только владел Билимбаевским горным округом на Урале, но и был крупным государственным деятелем, близким Екатерине II и Павлу I.

### Замужество
От матери Екатерина Александровна унаследовала отличавшую её красоту и представительную наружность. Высокого роста, немного полная, с голубыми, несколько навыкат близорукими глазами, с смелым и открытым выражением лица, она была одной из самых интересных невест в Петербурге.
25 апреля 1787 года состоялась её свадьба с корнетом Иваном Александровичем Нарышкиным (1761—1841), впоследствии обер-камергером и обер-церемониймейстером. Венчание было в церкви Владимирской Пресвятой Богородицы, что в Придворных слобода, поручителями по жениху были князь П. Н. Трубецкой и А. А. Нарышкин; по невесте —  граф А. С. Строганов и Н. А. Загряжский. Эта женитьба принесла не только богатейшее приданое, но и улучшила положение Нарышкина при дворе. В 1798 году он был произведён в тайные советники, а в царствование Александра I сразу достиг высших придворных чинов.
Екатерину Александровну отличала не только красота, но и «строгие правила». По характеру своему она была, что называется, «эмансипированной женщиной». Она не любила ни светской суеты, ни злословия, сама следила за материальным благополучием семьи, крепко держала в руках мужа и детей. Особенно доставалось от неё мужу, известному дамскому угоднику, за его неверность и многочисленные любовные похождения. Нарышкин находился под башмаком у своей властолюбивой супруги, которую страшно боялся.
В петербургском обществе Екатерина Александровна имела видное положение, благодаря высокому придворному чину мужа, родственным и дружескими отношениями к Марии Антоновне Нарышкиной и постоянному вниманию императора Александра I, посещавшего Нарышкиных в их доме, на Разъезжей, у Пяти углов.

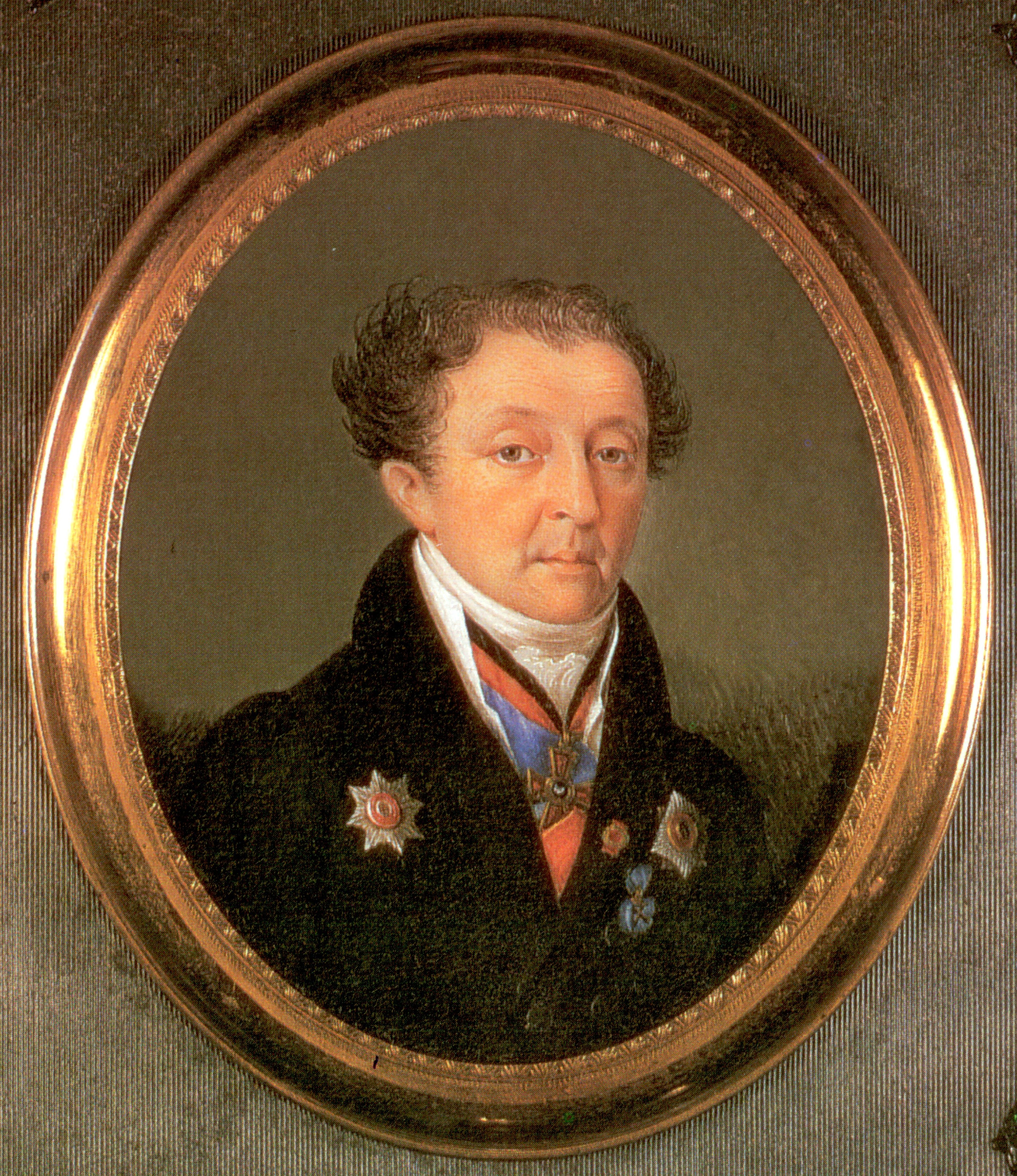
Иван Александрович Нарышкин

В 1805 году Нарышкины уехали на несколько лет за границу. На водах в Теплицах их встретила баронесса Наталья Михайловна Строганова, записавшая в своём дневнике:
… В одном отели живем с Катериной Александровной Нарышкиной. С ней Иван Александрович и две дочери. Все они очень милы. А Катерина Александровна беспримерного нраву, умна, весела. Я за счастье себе почитаю, что мы вместе с ней живем. Бесподобная. Мы все её бес памяти любим.
В своих воспоминаниях граф Е. Ф. Комаровский писал:
… Мы приехали в Баден в мае 1808 года, ровно как и все почти русские семейства, бывшие в Вене… Мы жили в Бадене самым наиприятнейшим образом. Часто ездили в обществе наших соотчичей по прелестным окрестностям баденским… Екатерина Александровна Нарышкина была, можно сказать, душою этих прогулок; она большей частью их учреждала и все угощения принимала под своё распоряжение.
В 1809 году жизнь семьи Нарышкиных была омрачена жестокой драмой: старший сын Александр — видный и красивый офицер, подававший большие надежды — был убит на дуэли с известным бретёром графом Ф. И. Толстым, прозванным «Американцем».

### Жизнь в Москве
Имея самые высокие придворные должности, но ветреный и легкомысленный от природы, И. А. Нарышкин любил хорошо пожить и в короткое время расстроил своё и женино состояние.
Из-за своей беспечности и излишней доверчивости он утратил и расположение к себе Двора. Пользовавшаяся покровительством И. А. Нарышкина француженка г-жа Вертёль, содержательница мастерской дамских нарядов, оказалась замешанной в получении контрабандою, через дипломатическую вализу одного из иностранных посольств, разных модных товаров для своего магазина.. История эта причинила много неприятностей Нарышкину и привела к его отставке. Семье пришлось переехать в Москву.
Поселившись в Москве, Екатерина Александровна не порвала связей с Петербургом и часто приезжала в столицу, останавливаясь у своей лучшей приятельницы, жены министра финансов, графини Прасковьи Николаевны Гурьевой, урождённой графини Салтыковой. Когда после коронации императора Николая I брат её, граф Григорий Александрович Строганов, женившийся вторым браком на графине Юлии Петровне д’Ойенгаузен, не без основания сомневался в приёме, который встретит в обществе его жена, он обратился за помощью к сестре. Приехав в Петербург, Нарышкина, пользовавшаяся, благодаря своему независимому характеру и безукоризненной репутации, большим авторитетом среди многочисленной и влиятельной родни, без труда ввела свою невестку в самые щепетильные петербургские дома.
В 1829 году Нарышкины поселились в купленном ими доме Архаровых на Пречистенке, 16. Иван Александрович приходился дядей (точнее, двоюродным дядей-свойственником) Наталье Николаевне Гончаровой и был посажёным отцом невесты на её венчании с Пушкиным, которое состоялось 18 февраля 1831 года в приделе ещё недостроенного храма Большое Вознесение у Никитских ворот. Естественно, что поэт не раз наносил визиты Нарышкиным в их доме на Пречистенке, где хозяева продолжали традиции своих петербургских музыкальных вечеров. В Москве Нарышкины жили удобно, вольготно, не связывая себя чинным протоколом столичного Петербурга. Иван Александрович вёл светскую жизнь, уже в очень преклонном возрасте его продолжали видеть на каждом гулянии в Сокольниках и Петровском парке — на «куцом коне, с розою в петлице фрака, ухаживающим за дамами».
Будучи, в противоположность мужу, скорее необщительного характера, Екатерина Александровна мало показывалась в московском свете, в чём заслужила упрёки в гордости и высокомерии. Скончалась от водянки в Москве 30 декабря 1844 года, пережив мужа на четыре года, и похоронена рядом с ним в Донском монастыре.

## Дети
Супруги Нарышкины имели трёх сыновей и двух дочерей.
- Александр (1788—1809), красивый и блестящий офицер лейб-гвардии Егерского полка, убит на дуэли.
- Григорий (1790—1835), женат с 1816 года на вдове Анне Михайловне Мухановой, рождённой княжне Мещерской.
- Алексей (09.06.1794[10]—1868), крещен 25 июня 1794 года во Владимирском соборе при восприемстве графа А. С. Строганова и Е. Н. Демидовой; женат на Елизавете Александровне Хрущевой (1803—1887).

Дочери:
- Елизавета (1791—1858) была известна в Москве под прозванием «толстуха Лиза» (с возрастом очень располнела) или «бедная Лиза» (намёк на деспотический характер матери), умерла девицей. В 1812 году была пожалована фрейлиной, в одно время с Марией Аполлоновной Волковой (1786—1859)[11] и с Александрой Ивановной Пашковой (1798—1871). Все три были далеко не красивы, но очень горды и не находили для себя достойных женихов. Их прозвали «три московские грации» (les trois Grace de Moscou), но злые языки называли их три Парки (les trois Parques)[12][13]. Елизавета Ивановна была в дружеских отношениях с А. С. Пушкиным и стала участницей известного масленичного катания 1 марта 1831 года в Москве, где поэт появился со своей молодой женой.
- Варвара (1793—1867), вышла в 1811 году замуж за корнета Кавалергардского полка Сергея Петровича Неклюдова (1790—1874). По воспоминаниям современников, хотя и имела крупные черты, но собой была очень хороша; у неё был прекрасный профиль[14].

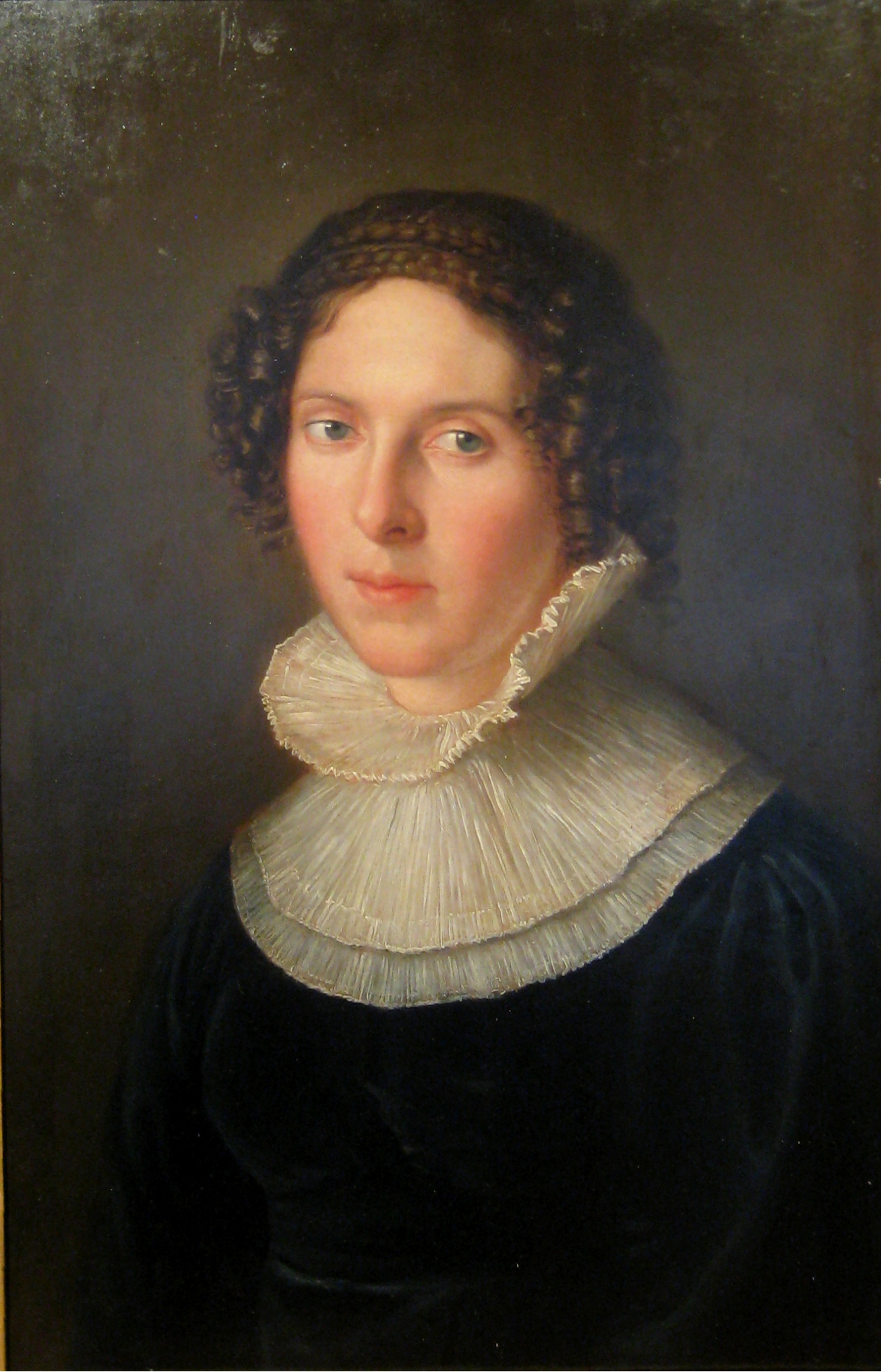
Елизавета Ивановна. Художник Тропинин В.А.
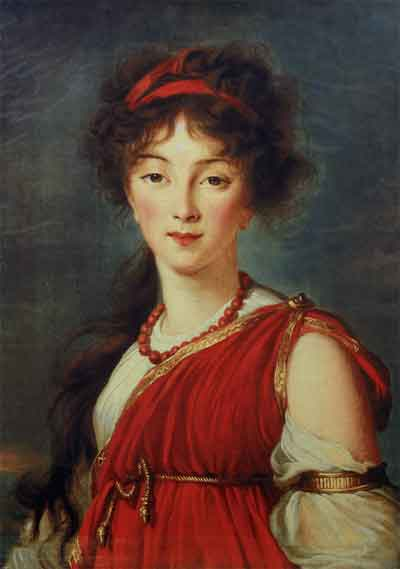
Варвара Ивановна. Художница Э.Виже-Лебрён